# Alkoholizem
Alkoholízem ima več nasprotujočih si opredelitev. Je pretirano in stalno oziroma periodično zauživanje alkoholnih pijač, ki povzroča veliko bolezni (cirozo jeter, vnetje živcev, duševno razkrojenost ipd.). Alkoholizem lahko prizadane tudi otroka, če nosečnica uživa alkohol (alkoholni fetalni sindrom).

## Znaki alkoholizma
Znaki alkoholizma so:
- velika oz. nepremagljiva želja po alkoholu,
- oslabljen nadzor nad količino zaužitega alkohola (oseba se ne zaveda količine zaužitega alkohola in tako težko preneha s pitjem),
- povečana toleranca za alkohol (za enak učinek opojnosti je potrebna vedno večja količina alkohola),
- telesna odvisnost od alkohola (v primeru daljšega časovnega obdobja neuživanja alkohola se oseba znoji, pojavi se tresavica rok, slabost, bruhanje, tesnoba, nasilnost, alkoholik tako rabi alkohol, da se povrne v normalno stanje oz. da se pomiri).

## Alkohol kot droga
Alkohol spada med droge, ki povzročajo največjo fizično in psihično odvisnost. Klasificiran je kot depresor, kar pomeni, da upočasnjuje dejavnost živčnega sistema. Alkohol ima tudi protibolečinski učinek, ki se pojavi nekje pri koncentraciji 0.8‰, z višanjem le-te pa se učinek krepi. Prekomerno zauživanje alkohola privede do pojava, ki se imenuje alkoholizem. Odtegnitev te droge, lahko povzroči alkoholni delirij. Z osebami, povezanimi z alkoholizmom, ki se jih napoti na zdravljenje odvisnosti, se ukvarjata psihiater in psihiatrija. Potrebno je dolgoročno mentalno zdravljenje osebe, povezane z alkoholom, in ustrezno nudenje pomoči njegovi družini ali drugim bližnjim. Rezultat alkohola v družini je v večji meri psihološkega in prav tako fizičnega nasilja, kjer so v največji meri prizadeti otroci v njihovi fazi razvoja.

## Dejavniki tveganja
Raziskave kažejo, da prekomerno uživanje alkohola v zgodnjih najstniških letih lahko samo neposredno vpliva na tveganje za nastanek alkoholizma, saj na takšno tveganje vplivajo tudi geni, znanstveniki jim pripisujejo 40 odstotno krivdo za odvisnost od alkohola.
Približno 40 odstotkov tistih, ki pričnejo piti alkohol pred 14 letom postanejo kasneje v življenju odvisni, 10 odstotkov tistih, ki do 20-tega leta alkohola ne uživajo, pa imajo težave z alkoholom kasneje v življenju. Okrog 40 odstotkov alkoholikov začne pretirano piti alkohol do konca adolescence.
Obstajajo dokazi, da se večina alkoholikov razvije v najstniških letih, ko okoljski dejavniki najbolj vplivajo na človeško telo. Stresno otroštvo močno vpliva na razvoj alkoholizma in na težave z drugimi drogami. Hkrati pa dobri medsebojni odnosi zmanjšujejo tveganje za razvoj alkoholizma.

## Socialne ovire
Odnosi in socialni stereotipi lahko povzročijo ovire v odkrivanju in zdravljenju prekomernega uživanja alkohola. To predstavlja večje ovire za ženske kot moške. Strah pred stigmatizacijo lahko pripravi ženske zanikati, da skrivajo svoje pitje in da pričnejo piti same in ne v družbi. Ta vzorec, po drugi strani vodi družino, zdravnike in druge v sum, da je ta ženska alkoholik. V nasprotju z ženskami pri moških strah pred posledicami lahko pripravi moške priznati, da so zboleli za alkoholizmom, a ravno nasprotno kot ženske. Moški javno pokažejo svoje pitje, in pijejo v skupinah. Ta vzorec, po drugi strani vodi družino, zdravnike in druge v sum, da je ta človek alkoholik.

## Jellinekova razdelitev alkoholikov
- α - alkoholik: Pije zaradi duševnih razlogov. Alkohol mu služi kot sredstvo za odpravljanje raznih težav. Pije več, kot je to v njegovem okolju v navadi. Posledice so vidne npr: telesno, v družini, v službi...
- β - alkoholik: Pojavljajo se že telesne posledice pitja (tudi zelo hude), vendar ni ne telesno ne duševno odvisen. Pije zato, ker je to v navadi v okolju v katerem živi.
- γ - alkoholik: Kaže jasno napredovanje od duševne v telesno odvisnost. Ima hudo okvarjen nadzor nad količino zaužitega alkohola, hkrati pa ni sposoben abstiniranja. Ko ne dobi alkohola, čuti močno željo po njem in kaže odtegnitvene znake. Posledice so hude na vseh področjih njegovega življenja.
- δ - alkoholik: Je izrazito telesno odvisen. Tak človek ni sposoben abstinirati, niti dneva ne more biti trezen, ne pojavljajo se odtegnitveni znaki. Ima pa nadzor nad zaužito količino pijače.

## Defenicija sindroma odvisnosti od alkohola
Po definiciji Svetovne zdravstvene organizacije (WHO) je alkoholizem uživanje večjih količin alkoholnih pijač več kot leto dni, z izgubo nadzora nad pitjem ter pojavom telesnih, psihičnih in socialnih motenj. 
V splošnem pa moramo za diagnozo alkoholizma zadostiti vsaj trem od šestih simptomov:
- hrepenenje (sla po zaužitju),
- abstinenčni sindrom ali odtegnitveno stanje (v primeru pomanjkanja alkohola),
- zvišana toleranca (potreba po vse večji količini alkohola za enak učinek opoja).
- zanemarjanje drugih dejavnosti zaradi pitja alkohola
- težave pri obvladovanju pitja
- vztrajanje pri pitju kljub škodljivim posledicam

## Odtegnitveno stanje
Odtegnitveno stanje je fiziološko in duševno stanje, ki se pojavi po nenadnem prenehanju uživanja alkohola ali druge snovi, od katere je bila oseba odvisna. Znaki odtegnitvenega stanja so pri različnih snoveh različni, pri alkoholu pa so to:
- tresenje
- znojenje
- siljenje na bruhanje
- vznemirjenost

## Lastnosti alkohola
Alkoholne pijače najpogosteje sestavlja etanol. Molekula etanola je majhna, polarna, vodotopna molekula in spada med alifatske alkohole. Etanol z lahkoto prehaja preko celičnih membran in prehaja tudi preko hematoencefalne bariere ter placente. Nekaj, približno 3 g/dan, ga nastaja pri bakterijski fermentaciji ogljikovih hidratov v tankem črevesu.

## Absorbcija alkohola
Alkohol se po zaužitju absorbira v gastrointestinalnem traktu (GIT) s prosto difuzijo: 
- 75 % v proksimalnem delu tankega črevesa
- 20 % v želodcu
- 5 % drugje

Koncentracija alkohola v posameznih tkivih je odvisna od prekrvljenosti le-teh in deleža vode v tkivih.

## Izločanje alkohola iz telesa
Alkohol se izloči iz krvi v 8-10 urah. Večji del se razgradi v jetrih (90-98 %), medtem ko se preostali del izloči nespremenjen z urinom, znojem in izdihanim zrakom. Jetra 70 kg težkega človeka zmorejo v eni uri razgraditi do 10 ml (8g) alkohola, oksidacija pa poteka po treh metabolnih poteh: 
- alkoholna dehidrogenaza (ADH): encim, ki se nahaja v citosolu hepatocitov (zelo majhne količine tega encima je mogoče najti še v možganih in testisih); po tej poti se metabolizira 90 % alkohola

## Akutna intoksikacija z alkoholom
Akutna intoksikacija je posledica zaužitja večje količine alkohola v sorazmerno kratkem času.
Koncentracija alkohola[‰] in simptomi:
- 0,05 - 0,1 – Zelo šibek učinek, običajno brez značilnih simptomov,
- 0,1 - 0,49 – Pojavi se blaga evforija in običajno večja socialnost ter pomiritev,
- 0,5 - 0,79 – Zmanjšana globinska ostrina vida in daljši reakcijski čas, pojavi se uspavalni učinek,
- 0,8 - 1,1 – Pojavi se proti-bolečinski učinek, uspavalni učinek se ojača, pri nekaterih se pojavi nihanje razpoloženja
- 1,2 - 1,7 – Precej podaljšan reakcijski čas, rahle/zmerne motnje ravnovesja in koordinacije, prihaja lahko do nenadnih dremežev
- 1,8 - 2,4 – Izredno podaljšan reakcijski čas, močne motnje koordinacije in ravnovesja, nenadni dremeži, raztrupitev naslednji dan
- 2,5 - 3,4 – Znaki paralize, grobe motnje zavesti, koordinacije in ravnovesja, bruhanje,
- 3,5 - 4,0 – Možnost globoke kome,
- 4,0 - 5,0 – Možna smrt zaradi ustavitve dihalnih mišic in/ali srca.

## Centralni živčni sistem (CŽS)
Čeprav laiki pojmujejo alkohol kot stimulator, je ta v resnici depresor CŽS. V začetni fazi je navidezna stimulacija posledica dezinhibicije določenih predelov CŽS - zaradi depresije inhibicijskih mehanizmov (pri nižjih koncentracijah deluje alkohol selektivno, saj je njegov učinek večji na inhibitorne kot na ekscitacijske  sinapse). Alkohol zaradi inhibicije poveča tudi hitrost kitnega refleksa.

Nekateri predeli CŽS so bolj občutljivi na alkohol. Retikularna formacija , predel v podaljšani hrbtenjači, je nanj še posebej občutljiv, zato so pri intoksikaciji z alkoholom prizadete funkcije raznih centrov, ki se v retikularni formaciji nahajajo. Eden izmed njih je ascendentni retikularni aktivacijski sistem (ARAS), ki skrbi za koordinacijo in integracijo vseh možganskih funkcij. 
Posledice delovanja alkohola na ta sistem so motorične, senzorične in psihične motnje. Predvsem so prizadete tiste višje funkcije zavesti, ki se jih moramo priučiti: človekova usmerjenost, razsodnost, njegovo samoobvladovanje, itd. Moteni so tudi spomin, koncentracija in razumevanje. V višjih merah prihaja tudi do motenj spanca (zaradi nezmožnosti možganov, da sprožijo spanec REM), je pa v merah do približno 1.4‰ lahko koristen kot uspavalo, saj povzroča daljši globoki spanec in manjšo občutljivost na okolico, ni pa uporaba alkohola kot ''zdravilo za spanje'' primerna za vsak dan, saj lahko povzroča nezmožnost prehoda v način spanja prez le tega (odvisnost). Vse te spremembe spremljajo še senzorične in motorične motnje (na primer motnje govora, ravnotežja).
 
Pri hujši intoksikaciji alkohol prizadane tudi ostale dele CŽS in pride do splošnega inhibitornega učinka, zaradi katerega začno odpovedovati tudi razni drugi centri:
- Respiratorni center:

Zmanšana je odzivnost na spremembe pCO2; pri velikih koncentracijah (400 mg/dl ali vec) lahko nastopi depresija dihanja, ki je običajno vzrok smrti pri intoksikaciji z alkoholom.
- Termoregulacijski center:

Alkohol poveča izgubljanje toplote iz telesa zaradi povečanega pretoka krvi skozi kožo in GIT; višje koncentracije alkohola v krvi onesposobijo termoregulacijski center.
- Srčno-žilni sistem:

Alkohol na kardiovaskularni sistem vpliva z vazodilacijo (razširitvijo žil) in z znižanjem krvnega tlaka, kar pa lahko pri nekaterih povzroči nekoliko višji srčni utrip. Z vazodilacijo zmanjša možnost popolne zamašitve žile, z znižanim krvnim tlakom pa lahko pomaga tistim, ki imajo tlak običajno previsok, ni pa alkohol zdravilo, saj lahko ob uporabi kot le-to povzroča zasvojenost.

## Posledice odvisnosti od alkohola[5]
Posledice odvisnosti od alkohola lahko razdelimo na tri velika področja: telesne, duševne in družbene posledice. 

### Telesne posledice
Odvisnost od alkohola pušča posledice na telesu iz dveh vzrokov. Najprej alkohol, ki je za telo pravzaprav strup, deluje neposredno na telesne organe. Poleg tega pusti telesne posledice tudi način življenja, ki ga odvisne osebe pogosto živijo. Odvisnost od alkohola povzroča naslednje telesne posledice:

#### Jetra
Akutno uživanje alkohola, tudi v prekomernih dozah, kratkotrajno ne povzroča sprememb v delovanju jeter. Po dolgih letih uživanja alkohola pa lahko iz jeter nastane ciroza jeter.

#### Kri
Alkohol zaradi povečanega izločanja adrenalina v začetni fazi povzroča hiperglikemijo, kasneje pa se lahko pojavi hipoglikemija.

Alkohol zvišuje koncentracijo HDL in znižuje koncentracijo LDL v krvi. Učinek, ki ga zaradi tega ima na ožilje, je koristen, saj znižuje incidenco ateroskleroticnih obolenj ožilja (ugotovili so, da je doza alkohola, ki organizmu še ne škoduje, vendar že ima koristne učinke na ožilje, 1 dl rdečega vina na dan).
 
Alkohol direktno vpliva na celice kostnega mozga in zavira produkcijo levkocitov ter trombocitov. Pojavijo se tudi blažje anemije (sideroblastna in megaloblastna).

#### Koža
Alkohol tudi širi kapilare, kar lahko v velikih količinah povzroča zelo rahlo rdečico, rdeči učinek kože na obrazu pa je večinoma posledica acetaldehid, ki nastane med prebavo alkohola.

#### Spolni organi
Alkohol ima lahko afrodizični učinek - povečuje spolno poželjenje, vendar pri moških zmanjšuje sposobnost erekcije. Pri moških se pojavijo impotenca, sterilnost, atrofija testisov, ginekomastija; včasih možna feminizacija je posledica zvišanja razmerja estrogen/testosteron (zaradi atrofije testisov se zmanjša produkcija testosterona, koncentracija estrogena pa je zvišana zaradi slabše sposobnosti jeter za razgradnjo tega hormona).

#### Trebušna slinavka
Alkohol lahko povzroči nastanek kroničnega alkoholnega kalcifirajočega pankreatitisa - posledica ponavljajočih se akutnih pankreatitisov.

#### Želodec
Dologotrajno prekomerno uživanje alkohola lahko povzroči kronični gastritis. Če se pitje nadaljuje se lahko razvije tudi čir na želodcu, ki se lahko konča tudi z rakom na želodcu.

#### Mišičje
Alkohol lahko tudi neposredno škoduje mišicam in povzroča alkoholne skeletne miopatije. V poškodovanih mišicah je povečana aktivnost encima kreatin fosfokinaze.

#### Živčevje
Alkohol prizadane tudi možgane in periferno živčevje. Okvar možganov zaradi alkohola povzročajo različne motnje kot so motnje spomina, motnje koncentracije in epileptični napadi, nastanejo pa bodisi zaradi neposrednega delovanja alkohola na možgane bodisi zaradi pomanjkanja vitamina B ali pa zaradi poškodb, ki nastanejo v stanju opitosti (raznih udarcev). Bolezensko prizadetost več perifernih živcev, ki je tudi lahko posledica odvisnosti od alkohla, pa imenujemo polinevropatija. Oseba s tovrstno prizadetostjo občuti ohromitve, mravljinčenje ali bolečine v oddaljenih delih telesa, najpogosteje na prstih rok in stopal.

#### Alkoholni fetalni sindrom
Alkohol je v zahodnem svetu najpogostejši teratogeni dejavnik in povzroča mentalno prizadetost otrok. Tudi zmerno uživanje alkohola je med nosečnostjo kontraindicirano. Prekomerno uživanje alkohola vodi v prezgodnja rojstva, spontane splave in povzroča nizko porodno težo. Alkohol direktno zavira celično rast v zgodnji nosečnosti, kar naj bi bil eden od vzrokov za razvojne nenormalnosti.

Fetalni alkoholni sindrom je trajna motnja, ki jo zaznamujejo počasnejša rast, neobičajen izgled obraza ter poškodbe centralnega živčnega sistema. Otroci s fetalnim alkoholnim sindromom rastejo počasneje tako v maternici kot tudi kasneje. Poleg neobičajnega videza obraza imajo pogosto manjšo glavo, možgane, srce in hrbtenico. Poleg tega imajo tudi druge anatomske posebnosti. Otroci s fetalnim alkoholnim sindromom se rodijo manjši kot ostali novorojenčki, pogosto imajo težave s hranjenjem in spanjem. Pogosto imajo drugačen fizični izgled obraza in zaostajajo v rasti. Imajo tudi težave z vidom, sluhom, pozornostjo, učenjem preprostih stvari, vedenjem v družbi in nadzorovanjem lastnega vedenja. Pogosto uživanje alkohola (7 ali več enot alkohola tedensko) ali opijanje (5 ali več enot alkohola ob določeni priložnosti) močno poveča tveganje za razvoj fetalnega alkoholnega sindroma. Treba je opozoriti, da lahko otrok razvije fetalni alkoholni sindrom, kljub manjšim zaužitim količinam alkohola. Če je plod v maternici izpostavljen alkoholu, pa vendarle ne razvije fetalnega alkoholnega sindroma, je kljub temu rizičen za razvoj številnih duševnih, telesnih ali vedenjskih motenj. Otroci s fetalnim alkoholnim sindromom kot tudi vsemi motnjami, ki nastanejo kot posledica uživanja alkohola v nosečnosti, pogosto potrebujejo posebno pomoč v šoli ter stalni zdravstveni nadzor.

### Duševne posledice
Med duševnimi posledicami odvisnih od alkohola prevladujejo osebnostne spremembe in psihiatrične motnje. Človek, ki je odvisen od alkohola osebnostno propada. Da bi se obranil zavedanja tega, si oblikuje različne obrambne mehanizme (npr. zanikanje, izgovori, drobljenje, zmanjševanje, projekcija). Med psihiatrične motnje, ki so (lahko) posledica alkoholizma pa sodijo: alkoholni bledež (halucinoza), psihoza korsakova, demenca, organski psihosindrom, alkoholna ljubosumnostna blodnjavost, depresija, samomorilnost.

### Družbene posledice
Te posledice alkoholizma so opazne predvsem v družini in na delovnem mestu, lahko pa tudi na drugih področjih, npr. v prometu.

## Preventiva
Motnje zaradi uživanja alkohola močno vplivajo na družbo kot celoto, zato Svetovna zdravstvena organizacija, vlada in številne druge regionalne institucije nastopajo s številnimi ukrepi, načrti in programi, da bi zmanjšali škodo zaradi alkoholizma.
V boju proti zdravstvenem, socialnem in izbobraževalnem neuspehu, ki je posledica alkoholizma, se šteje prepoved in omejitev oglaševanja alkohola ter starost, pri kateri je mogoča zloraba alkohola, kot pomemben korak k zmanjševanju zlorabe alkohola.

## Alkoholizem na Slovenskem
V Sloveniji je poraba alkohola 10,5 litra na prebivalca na leto, kar je blizu povprečja v EU (11 litrov).

### Alkoholizem v slovenski književnosti
Alkohol je bil skozi čas uporabljan in poimenovan za različne namene. V 19. stoletju je tudi v naših deželah postal »droga par exellence, strupeni odganjalec skrbi, satanov napoj, demon in poživilo.« (Studen, 2008: 90) Ker se je začela v 19. stoletju njegova potrošnja vse opazneje širiti med ljudi, je posledično alkoholizem postal ena izmed pogostejših socialnih bolezni in hkrati tudi del narodove folklore. (Studen: 2008, 90)
V času industrializacije in modernizacije se je alkohol razširil med vse sloje prebivalstva in ni bil več razvada samo bogatih. Vsesplošna dostopnost do alkohola je povzročila tudi vedno večje nemoralno in grešno življenje. Zato so v prvi polovici dvajsetega stoletja vodilno vlogo v protialkoholnih gibanjih na naših tleh prevzeli katoliški moralisti, ki so trdili, da je »veliko moralno, materijalno in socijalno zlo, izvirajoče iz alkoholizma, to je vzrok protialkoholnega gibanja. Alkoholno vprašanje sega na vse strani in to silno globoko. Na polje zdravstveno, gospodarsko, družinsko, vzgojno, moralno, versko in dušnopastirsko.« (Kalan, 1918: 6)
Član protialkoholnega gibanja je bil tudi duhovnik Janez Kalan, ki je v svoji knjižici Sveta vojska. Bog jo hoče! Kdo si upa vanjo?, alkohol označil kot družabni strup.
»Pač pa je strup, družabni strup, alkoholizem. Alkoholizem, to je: pitje, kakor je zdaj razširjeno, pivske navade in razvade, pivski ekscesi z vsemi svojimi posledicami. To je strup, epidemija, bolezen celega ljudstva in celih narodov. […] Ne vpraša se toliko po tem, če li pol litra ali en liter vina, ki ga kdo izpije, dotičniku kaj škoduje; ampak vpoštevati je treba gorje, nešteto in nepregledno gorje, ki ga povzroča sedaj alkoholizem in to nas mora vzdigniti na odpor. To je tisti strup, tisti sovrag, ki ga mora sovražiti in pobijati vsak, kdor ljubi človeštvo, bodi že zgolj z naravnega stališča in še veliko bolj z nadnaravnega.« (Kalan, 1906: 5)
Kakor se je protialkoholno gibanje borilo proti pretiranemu pijančevanju, tako so tudi avtorji s propadlimi življenji literarnih likov, opozarjali na pogubne posledice, ki jih prinese alkoholizem za posameznika in družbo. »Alkoholizem otežuje njegov lasten trud, preprečuje izpolnjenje njegovih ciljev in idealov, uničuje sad njegovega dela. (Kalan, 1918: 10)
Protialkoholnemu gibanju so se v 19. in 20. stoletju pridružili tudi zdravniki in psihiatri, ki so »alkoholizem označili za bolezen, ter posledično alkoholika za bolnika. Alkoholik je postal v družbi nezaželen, ker naj bi rušil obstoječe družbeno neravnovesje ter s svojim nekonstruktivnim in nerazumskim delovanjem vplival na še »zdrave ude« družbe in tako slabil moč celotnega naroda.« (Muženič, 2009: 2)
Začetno pijančevanje ob nedeljah lahko kmalu preraste v kronični alkoholizem, ki »naj bi imel v težjih primerih za posledico moralno degeneracijo in alkoholno sprevrženost, skratka, najbolj žalostna posledica alkoholizma naj bi bila etična in nravstvena degeneracija pijancev, ki se razvija ob propadanju razuma in srca.« (Studen: 2008, 90)
V slovenskih literarnih delih pa se alkoholizem pojavlja kot eden od motivov tudi v slovenski kmečki povesti. »Folklorni motivi dajejo kmečki povesti barvo, saj so njen najpogostejši, skoraj obvezni element. […] Najočitnejši so alkoholizem, praznoverje ali vraževernost, kvartopirstvo, berači, cigani.« (Hladnik, 1990: 73) Avtorji so si prizadevali z literarnimi primeri opozoriti ljudi na posledice, ki jih povzroča pijančevanje.
Avtorji so v svojih delih alkoholikom namenili zasebni in družbeni in propad. V večini primerov propade tudi alkoholikova družina in celotno družinsko posestvo. Alkoholik se zadolži, obuboža in ko pride na beraško palico mora oditi po svetu. Studen alkoholika označi kot nekoga, ki »slaboumno in brezskrbno opazuje mizerijo svoje družine, propadanje svojih otrok in se opoteka med nedostojnim obešenjaškim humorjem in nemoško cmeravostjo.« (Studen, 2008: 101)
Alkoholne pijače, ki se pojavljajo v slovenski literaturi, se razlikujejo glede na leto nastanka samega dela. Prvotno so se opijanjali s pomočjo vina in v manjši meri tudi piva, ki so ju lahko pridelali doma. Uživanje žganja »je začelo naraščati šele v industrijskem 19. stoletju« (Studen, 2008: 91), kar se z zamikom pokaže tudi v literaturi. Najprej kmetje uživajo v večini primerov vino, kasneje lahko med alkoholne pijače prištevamo tudi različne vrste žganja.
Obravnavana dela:
Ivan Cankar, Krčmar Elija
Jan Plestenjak, Herodež
France Bevk, Bajtar Mihale
V vseh treh obravnavanih delih je motivna prisotnost alkohola. V Krčmarju Eliji je za razliko od ostalih dveh del, Herodeža in Bajtarja Mihaleja, celotna vas tista, ki uživa alkohol in kjer zaradi popivanja propade več posameznikov. Cankar v delu izpostavi štiri osebe: Potnikovega, Grajžara, Kovača in Martinova. Potnikovi trije sinovi morajo oditi od doma in iz domače vasi, ker se je oče v krčmi zadolžil do te mere, da mora prodati njive. Ko obuboža Grajžar, le-ta stori samomor. V jezi skuša Kovač ubiti krčmarja, a mu spodleti in ga pošljejo v zapor. Martinov pa v obupu zažge svojo zapito kmetijo in pobegne. Zadnji, ki propade zaradi pijančevanja v Osojnici, je krčmar Elija. Zaradi močnega vina in pretirane zapravljivosti znori in obuboža. Ko se znajde na cesti, ne ve kaj bi s svojim življenjem, zaradi nepazljivosti so ga poteptali konji. V Herodežu spremljamo propad mladega Konškarja, ki s svojim popivanjem uniči nekoč eno najbogatejših kmetij v vasi. Njegova žena Neža se s svojim sinom reši in ne propade, ker pobegne nazaj k staršem. V Bajtarju Mihaleju ni Mihale edini, ki uživa alkohol. Njegovo popivanje ni vsakodnevno, ker je odvisno od količine denarja, ki ga ima v določenem trenutku. Ko zasluži nekaj denarja, ga vsega zapije hkrati in zaradi močne pijanosti ne ve kje je, koliko časa je v gostilni in kaj počne.
V vseh treh delih se alkoholu predajajo samo moški. Ženske so prikazane kot neobčutljive na privlačnost alkohola, mu ne podležejo in zaradi alkoholizma svojih mož propadejo samo posredno. Alkoholu prav tako ne propadejo alkoholikovi otroci. Potnikovemu najstarejšemu sinu se zdi, da se mu v krčmi zateguje zanka okrog vratu, zato iz krčme pobegne.
Osebe imajo v vseh delih različen socialni status. Konškar je bil pred svojo odvisnostjo od alkohola eden izmed najbogatejših kmetov v vasi, na koncu pa je bil samo še berač. Mihale je bil navaden bajtar, ki je pri Pologarju delal za hrano in nekaj drobiža, ki ga je zapil. Prav tako v Krčmarju Eliji spremljamo propad različno uspešnih kmetov, od bogatejših do revnejših.
V primerjavi izrazov vseh treh del sem ugotovila, da se povsod pojavlja vino. Ta podatek ni presenetljiv, ker so naši kraji precej vinorodni. V Krčmarju Eliji se Osojničani opijanjajo samo z vinom. Po letnici nastanka dela (1911) lahko sklepamo, da se v začetku dvajsetega stoletja ljudje v vaški krčmi niso opijanjali z žganjem, ker še ni bilo tako dosegljivo. V Herodežu je izbor alkoholnih pijač največji.  Proti koncu, ko je Konškar že skoraj na beraški palici, se pojavijo tudi žgane pijače, ki so cenejše kot so recimo zeleno žganje, beraška korajža in špirit. Samo v Herodežu sem zasledila poimenovanje, za tistega, ki uživa alkohol, in sicer pijanec. V ostalih dveh delih okolica oseb, ki uživajo alkohol, ne poimenujem s posebnimi izrazi. Veliko več različnih izrazov pa se je pojavilo za popivanje in stanje pijanosti. V Krčmarju Eliji so stanja pijanosti pogostokrat povezana z vriskanjem in petjem npr. harmonika je zapela, vriskati pod trhlo streho, bili so veseli in prešerni. V Herodežu in Bajtarju Mihaleju pa se jima je vino poznalo, ju je ogrelo ali jima stopilo v glavo. Mihale je doživljal tudi občutke ugodja, pijane blaženosti … Največja raznolikost se pojavi pri izrazih za popivanje. V vseh delih točijo in dvigajo kozarčke. V Elijevi krčmi ob popivanju velikokrat veseli prepevajo in na dušek izpijejo zvrhane bokale. Konškar si je največkrat dajal duška z žganjem, romal iz krčme v krčmo in si s kozarčkom privezal dušo.
Pivske navade se v primerjanih delih med seboj razlikujejo. V Herodežu na začetku dela Konškarjevo popivanje še ni v ospredju, Neža ugotovi, da smrdi po žganju šele pozimi. Po kolinah pa se pogostost njegovega popivanja poveča. Konškar začne romati iz gostilne v gostilno, ko Neža pobegne nazaj k staršem. Tudi ko se Neža vrne nazaj na Konškarjevino, Konškar ne prekine s popivanjem.  V Krčmarju Eliji Osojničani na začetku izrazito popivajo samo ob nedeljah. Ko se v vasi zgodi kak dramatičen dogodek, kot je bila smrt župnika ali Grajžarjev samomor, vas do sedmine ne zahaja v krčma. A na sedmini se je po celi dolini slišalo pijano vriskanje in prepevanje. Mihale pa popiva samo občasno. V začetku se opijanja, ko začuti močno potrebo po alkoholu. Takrat je v gostilni po več dni skupaj in se ne zaveda dogajanja okrog sebe. Tudi ko mu umre žena, se način njegovega popivanja ne spremeni. Kadar ima denar, ga vsega zapije.
Motivi popivanja so si v delih med seboj podobni. Osojničani v alkoholu utapljajo svoje težave, ki so posledica nedelavnosti in brezbrižnosti. Med popivanjem se dobro zabavajo, prepevajo, kar pomeni, da jim je pijejo za zabavo in sprostitev. Godi jim, da jih krčmar vedno posluša in jih poveličuje, čeprav ne vidijo njegovega hinavskega obnašanja. Konškarjev Tone popiva še pred poroko z Adamovčevo Nežo. Po poroki pije zaradi duševnih bitk. Preganja ga prerokba, ki jima jo je prerokoval vražar na poroki, zato svoje strahove in skrbi rajši utopi v alkoholu, ker ko je pijan, je zopet pogumen. Njegove notranje bitke so vzrok popivanja tudi po tem, ko se Neža s sinom vrne na konškarjevino, saj se mu zdi, da mu vsi oporekajo miloščino, ki je ne prenese. Svoj sram, strahove, skrbi utaplja v alkoholu, s katerim si priveže dušo. Mihale ni pijanec, ki bi popival vsako nedeljo ali celo med tednom. Pije, kadar začuti potrebo, močno željo po alkoholu, trikrat ali štirikrat na leto ga obide močna obsedenost na vino. Takrat se ne zaveda, kaj se dogaja z njim.
Alkohol kot omamno sredstvo v vseh treh delih prinaša negativne posledice, ki so v večini primerov socialni propad, v dveh primerih pa posredno povzroči smrt. V krčmarju Eliji propadejo štiri kmetije; Potnikova, Grajžarjeva, Kovačeva in Martinova.  Vendar konec ni negativen, saj se Potnikov najmlajši sin zaveda, da Elija ni bil njihov rabelj, temveč odrešenik. Najbolj negativne posledice je imelo pijančevanje za Grajžarja, ki je storil samomor, in Kovača, ki je moral v zapor. Konškarjev Tone je socialno popolnoma propadel. Ko se je zapil, je iz enega najbogatejših kmetov v vasi postal največji berač. Svojo obsežno kmetijo je prodal za pijačo in s tem močno otežil življenje ženi Neži, ki pa preživi in gospodari na očeti kmetiji. Konec v Bajtarju Mihaleju je izrazito negativen, saj se konča z Mihalejevo smrtjo. Ko se pijan spopade s Pologarjem, je Pologar treznejši in močnejši od njega. Mihale dobi udarec v glavo, zaradi katerega kmalu umre. Njegovo hišo kasneje kupit Pologar, ki je prvotno s posojili za pijačo in ženina zdravila že odkupil laz za hišo.
Pri vseh pivcih alkohol kot opojna substanca pušča tudi telesne posledice. Prisotni so glavoboli, utrujenost, razdražljivost, vrtoglavica. Pijanci smrdijo po pijači in imajo rdeče in kalne oči. Zaradi razdražljivosti se velikokrat sprejo, pride do družinskih prepirov. V Herodežu Tone tudi fizično obračuna z Nežo.